# 1750 Eckert
1750 Eckert (1950 NA1) là một tiểu hành tinh bay qua Sao Hỏa được phát hiện ngày 15 tháng 7 năm 1950 bởi Reinmuth, K. ở Heidelberg.